# Bracon elector
Bracon elector är en stekelart som först beskrevs av Johan Christian Fabricius 1798.  Bracon elector ingår i släktet Bracon och familjen bracksteklar. Inga underarter finns listade.